# Berejkî, Dubrovîțea
Berejkî (în ucraineană Бережки) este localitatea de reședință a comunei Berejkî din raionul Dubrovîțea, regiunea Rivne, Ucraina.

## Demografie
Componența lingvistică a localității Berejkî
     Ucraineană (99,64%)
     Alte limbi (0,36%)
Conform recensământului din 2001, majoritatea populației localității Berejkî era vorbitoare de ucraineană (99,64%), existând în minoritate și vorbitori de alte limbi.